# Операция «Йонатан» (фильм)
«Операция „Йонатан“» (מבצע יונתן, Mivtsa Yonatan) — фильм израильского режиссёра Менахема Голана, основанных на реальных событиях июня 1976 года. Номинация на премию «Оскар» за лучший фильм на иностранном языке.

## Описание сюжета
В начале фильма показаны учения израильского спецназа по освобождению самолёта. Командует учениями подполковник Йонатан Нетаньяху.
В аэропорту Афин готовится к вылету рейс компании «Air France» Тель-Авив—Париж. Террористы выключают электричество в щитовой и, воспользовавшись моментом, проносят мимо контроля сумки с оружием. После взлёта они захватывают самолёт и вынуждают его приземлиться в Ливии для дозаправки. Затем самолёт берёт курс на Уганду. Террористы и заложники занимают здание аэропорта. Там к четвёрке террористов (двоим немцам и двоим палестинцам) присоединяются ещё трое арабов. Просмотрев захваченные паспорта, террористы отпускают половину заложников-неевреев, а остальных сгоняют в отдельное помещение. Экипаж самолёта отказывается покинуть своих пассажиров и присоединяется к заложникам. Приехавший президент Уганды Иди Амин заявляет, что он большой друг заложников и желает их спасения, но это зависит от "его друга Ицхака Рабина", которому следует выполнить требования террористов и освободить из тюрем 53 ранее осужденных террористов. Угандийские автоматчики окружают заложников и берут под контроль периметр.
После краткой, но интенсивной подготовки 4 самолёта с израильским спецназом взлетают и берут курс на Энтеббе. За ними летит штабной самолёт. Эскадрилья попадает в грозу, но благополучно приземляется. Из самолётов выезжает кортеж джипов, впереди едет "Мерседес" с флагами Уганды, идентичный президентскому автомобилю. Охрана КПП замечает подмену и открывает огонь, но спецназовцы расстреливают их и молниеносно захватывают здание аэропорта, уничтожая террористов. Другой отряд расстреливает из гранатомётов угандийские истребители.
Самолёты с заложниками и спецназовцами приземляются в израильском аэропорту, где их встречает ликующая толпа, родственники заложников со слезами обнимают своих близких. Однако не все радуются: несколько заложников попали под пули террористов, а командир спецназа Йонатан Нетаньяху, скошенный очередью угандийского автоматчика с диспетчерской вышки, скончался на борту самолёта.

## В ролях
- Йорам Гаон — подполковник Йонатан Нетаньяху
- Клаус Кински — Бёзе, Вилфрид (нем. Wilfried Böse, англ. Wilfried Böse)
- Сибил Даннинг — Халима (нем. Brigitte Kuhlmann, англ. Brigitte Kuhlmann)
- Гила Альмагор — Нурит Авив (ивр. נורית אביב‎, англ. Nurith Aviv)
- Аси Даян — Шуки (прототип — майор Муки Бецер) (ивр. מוקי בצר‎, англ. Muki Betser)
- Арик Лави — генерал Дан Шомрон
- Шайке Офир — Гади Арнон
- Габи Амрани — Габриэль
- Шмуэль Роденский — доктор Вайсберг
- Реувен Бар-Йотам — Шломо Бар-Давид
- Шошик Шани — Альма Леви
- Рахель Маркус — Дора Блох (англ. Murder or Dora Bloch)
- Хели Гольденберг — Далия Коэн

## Производство
Фильм выпущен при участии ВВС и правительства Израиля. Фильм содержит фрагменты оригинальных съёмок влиятельных политиков таких как Ицхак Рабин, Шимон Перес и Игаль Алон. Виды Уганды были сняты в окрестностях Эйлата (Израиль). Сцены заседаний кнессета сняты в Иерусалиме. Начальная сцена в аэропорту Тель-Авива снята в международном аэропорту имени Бен-Гуриона. Фильм снят на иврите, но там содержатся треки на немецком, французском, английском и арабском. Для международного рынка была выпущена английская версия. Фильм был хорошо принят на родине и также в нескольких странах за рубежом. По мотивам фильма была выпущена игра Operation Thunderbolt. В 1978 году фильм был выдвинут на премию «Оскар» в номинации лучший фильм на иностранном языке.
В 1986 году Менахем Голан выпустил фильм «Отряд «Дельта»», похожий по сюжету на «Операцию „Йонатан“».